# کامیلا-۵
کامیلا-۵ (به لاتین: Comilla-5) یک منطقهٔ مسکونی در بنگلادش است که در ناحیه کومیلا واقع شده‌است.